# 1920年代背景電影和電視劇列表

## 1930年代
- 《Alexander's Ragtime Band（英语：Alexander's Ragtime Band (film)）》（1938年）——電影
- 《一世之雄》（1938年）——電影
- 《閻將軍的苦茶》（1933年）——電影
- 《The Blue Angel（英语：The Blue Angel）》（1930年）——電影
- 《Boys Town（英语：Boys Town (film)）》（1938年）——電影
- 《歌舞大王昔飛路》（1936年）——電影
- 《牢獄餘生》（1932年）——電影
- 《The Informer（英语：The Informer (1935 film)）》（1935年）——電影
- 《It Happened in Hollywood（英语：It Happened in Hollywood）》（1937年）——電影
- 《The Key（英语：The Key (1934 film)）》（1934年）——電影
- 《俠友》（1934年）——電影
- 《The Mummy（英语：The Mummy (1932 film)）》（1932年）——電影
- 《Mystery of the Wax Museum（英语：Mystery of the Wax Museum）》（1933年）——電影
- 《人民公敵》（1931年）——電影
- 《The Road Back（英语：The Road Back (film)）》（1937年）——電影
- 《怒吼時代》（1939年）——電影
- 《傷面人》（1932年）——電影
- 《Show Boat（英语：Show Boat (1936 film)）》（1936年）——電影
- 《Vanity Fair（英语：Vanity Fair (1932 film)）》（1932年）——電影
- 《Viva Villa!（英语：Viva Villa!）》（1934年）——電影

## 1940年代
- 《大國民》（1941年）——電影
- 《Edison, the Man（英语：Edison, the Man）》（1940年）——電影
- 《Happy Land（英语：Happy Land (film)）》（1943年）——電影
- 《Heaven Can Wait（英语：Heaven Can Wait (1943 film)）》（1943年）——電影
- 《莫負少年頭》（1946年）——電影
- 《One Foot in Heaven（英语：One Foot in Heaven）》（1941年）——電影
- 《Old Acquaintance（英语：Old Acquaintance）》（1943年）——電影
- 《大亨小傳》（1949年）——電影
- 《The Jolson Story（英语：The Jolson Story）》（1946年）——電影
- 《The Keys of the Kingdom（英语：The Keys of the Kingdom (film)）》（1944年）——電影
- 《百戰將軍》（1943年）——電影
- 《洋基的驕傲》（1942年）——電影
- 《Random Harvest（英语：Random Harvest (film)）》（1942年）——電影
- 《情天恨海》（1946年）——電影
- 《Roxie Hart（英语：Roxie Hart (film)）》（1942年）——電影
- 《The Sin of Harold Diddlebock（英语：The Sin of Harold Diddlebock）》（1947年）——電影
- 《The Strange Love of Martha Ivers（英语：The Strange Love of Martha Ivers）》（1946年）——電影
- 《碧血金沙》（1948年）——電影
- 《Wilson（英语：Wilson (1944 film)）》（1944年）——電影
- 《勝利之歌》（1942年）——電影

## 1950年代
- 《真假公主》（1956年）——電影
- 《Auntie Mame（英语：Auntie Mame (film)）》（1958年）——電影
- 《Beau James（英语：Beau James）》（1957年）——電影
- 《The Buster Keaton Story（英语：The Buster Keaton Story）》（1957年）——電影
- 《Cheaper by the Dozen（英语：Cheaper by the Dozen (1950 film)）》（1950年）——電影
- 《The Court-Martial of Billy Mitchell（英语：The Court-Martial of Billy Mitchell）》（1955年）——電影
- 《巨人》（1956年）——電影
- 《葛倫米勒傳》（1954年）——電影
- 《Has Anybody Seen My Gal?（英语：Has Anybody Seen My Gal? (film)）》（1952年）——電影
- 《Houdini（英语：Houdini (1953 film)）》（1953年）——電影
- 《Jeanne Eagels（英语：Jeanne Eagels (film)）》（1957年）——電影
- 《Man of a Thousand Faces（英语：Man of a Thousand Faces (film)）》（1957年）——電影
- 《Shake Hands with the Devil（英语：Shake Hands with the Devil (1959 film)）》（1959年）——電影
- 《雨中樂飛揚》（1952年）——電影
- 《熱情如火》（1959年）——電影
- 《蓬門今始為君開》（1952年）——電影
- 《The Rising of the Moon（英语：The Rising of the Moon (film)）》（1957年）——電影
- 《Show Boat（英语：Show Boat (1951 film)）》（1951年）——電影
- 《壯志凌雲》（1957年）——電影
- 《The Story of Will Rogers（英语：The Story of Will Rogers）》（1952年）——電影
- 《The Wings of Eagles（英语：The Wings of Eagles）》（1957年）——電影
- 《Valentino（英语：Valentino (1951 film)）》（1951年）——電影

## 1960年代
- 《King of the Roaring '20s: The Story of Arnold Rothstein（英语：King of the Roaring '20s: The Story of Arnold Rothstein）》（又名《The Big Bankroll》）（1961年）——電影
- 《The Blood of Fu Manchu（英语：The Blood of Fu Manchu）》（1968年）——電影
- 《The Carpetbaggers（英语：The Carpetbaggers (film)）》（1964年）——電影
- 《The Castle of Fu Manchu（英语：The Castle of Fu Manchu）》（1969年）——電影
- 《齊瓦哥醫生》（1965年）——電影
- 《Elmer Gantry（英语：Elmer Gantry (film)）》（1960年）——電影
- 《The Face of Fu Manchu（英语：The Face of Fu Manchu）》（1965年）——電影
- 《Funny Girl（英语：Funny Girl (film)）》（1968年）——電影
- 《Gigot（英语：Gigot (film)）》（1962年）——電影
- 《Hush...Hush, Sweet Charlotte（英语：Hush...Hush, Sweet Charlotte）》（1964年）——電影
- 《Inherit the Wind（英语：Inherit the Wind (1960 film)）》（1960年）——電影
- 《Robin and the 7 Hoods（英语：Robin and the 7 Hoods）》（1964年）——電影
- 《聖保羅炮艇》（1966年）——電影
- 《青春夢裡人》（1961年）——電影
- 《Sunrise at Campobello（英语：Sunrise at Campobello）》（1960年）——電影
- 《Thoroughly Modern Millie（英语：Thoroughly Modern Millie）》（1967年）——電影
- 《The Yellow Rolls-Royce（英语：The Yellow Rolls-Royce）》（1964年）——電影
- 《The Vengeance of Fu Manchu（英语：The Vengeance of Fu Manchu）》（1967年）——電影

## 1970年代
- 《1900》（1976年）——電影
- 《The Boy Friend（英语：The Boy Friend (1971 film)）》（1971年）——電影
- 《Caddie（英语：Caddie (film)）》（1976年）——電影
- 《F for Fake（英语：F for Fake）》（1974年）——電影
- 《The Front Page（英语：The Front Page (1974 film)）》（1974年）——電影
- 《教父2》（1974年）——電影
- 《大亨小傳》（1974年）——電影
- 《鷲與鷹》（1975年）——電影
- 《Lady Sings the Blues（英语：Lady Sings the Blues (film)）》（1972年）——電影
- 《One of Our Dinosaurs Is Missing（英语：One of Our Dinosaurs Is Missing）》（1975年）——電影
- 《The Private Files of J. Edgar Hoover（英语：The Private Files of J. Edgar Hoover）》（1977年）——電影
- 《The Twelve Chairs（英语：The Twelve Chairs (1970 film)）》（1970年）——電影
- 《Upstairs, Downstairs（英语：Upstairs, Downstairs (1971 TV series)）》（1971年-1975年）——電視劇
- 《W. C. Fields and Me（英语：W. C. Fields and Me）》（1976年）——電影
- 《The World's Greatest Lover（英语：The World's Greatest Lover）》（1977年）——電影
- 《Valentino（英语：Valentino (1977 film)）》（1977年）——電影

## 1980年代
- 《大偵探波羅》（1989年-2013年）——電視劇
- 《American Pop（英语：American Pop）》（1981年）——電影
- 《Before Stonewall（英语：Before Stonewall）》（1984年）——紀錄片
- 《Bloodhounds of Broadway（英语：Bloodhounds of Broadway (1989 film)）》（1989年）——電影
- 《故園風雨後》（1981年）——電視劇
- 《烈火戰車》（1981年）——電影
- 《紫色》（1985年）——電影
- 《Divinas palabras（英语：Divinas palabras (1987 film)）》（1987年）——電影
- 《Doctor Faustus（英语：Doctor Faustus (1982 film)）》（1982年）——電影
- 《甘地傳》（1982年）——電影
- 《末代皇帝》（1987年）——電影
- 《Matewan（英语：Matewan）》（1987年）——電影
- 《A Month in the Country（英语：A Month in the Country (film)）》（1987年）——電影
- 《Mussolini: The Untold Story（英语：Mussolini: The Untold Story）》（1985年）——迷你電視劇
- 《The Natural（英语：The Natural (film)）》（1984年）——電影
- 《義薄雲天》（1984年）——電影
- 《非洲之旅》（1985年）——電影
- 《印度之旅》（1984年）——電影
- 《Sahara（英语：Sahara (1983 film)）》（1983年）——電影
- 《Something Wicked This Way Comes（英语：Something Wicked This Way Comes (film)）》（1983年）——電影
- 《Sunset（英语：Sunset (1988 film)）》（1988年）——電影
- 《義膽雄心》（1987年）——電影
- 《Wait Until Spring, Bandini（英语：Wait Until Spring, Bandini）》——電影（1989年）
- 《Winston Churchill: The Wilderness Years（英语：Winston Churchill: The Wilderness Years）》（1981年）——電視劇
- 《The Woman in Black（英语：The Woman in Black (1989 film)）》（1989年）——電影
- 《西力傳》（1983年）——電影